# Protogamasellopsis transversus
Protogamasellopsis transversus är en spindeldjursart som beskrevs av Wolfgang Karg 2000. Protogamasellopsis transversus ingår i släktet Protogamasellopsis och familjen Rhodacaridae. Inga underarter finns listade i Catalogue of Life.